# Covarrubias
Covarrubias es una villa y municipio español, situado en la comarca del Arlanza, provincia de Burgos, en la comunidad autónoma de Castilla y León.
En el siglo X el conde de Castilla Fernán González y su hijo García Fernández convirtieron a Covarrubias en la capital del Infantazgo de Covarrubias y cabeza de uno de los más importantes señoríos monásticos. Por este motivo esta población es conocida como «La cuna de Castilla». Declarada conjunto histórico-artístico Nacional en 1965.
Presenta un entramado urbano bien conservado, unido a un patrimonio monumental amplio, en la que destaca el Torreón de Fernán González, la única fortaleza castellana anterior al siglo XI que se conserva.
Turísticamente, forma con las vecinas localidades de Lerma y Santo Domingo de Silos el llamado Triángulo del Arlanza.
Está catalogado como Uno de Los Pueblos Más Bonitos de España desde el año 2017 y pertenece desde entonces a la asociación homónima.

## Toponimia
Desde el siglo X, Covarrubias conserva su nombre con muy pocas variantes. Su etimología es de fácil explicación si tenemos en cuenta las numerosas cuevas de color rojizo –‘cova-rubea’–, que se hallan cerca del casco urbano, mirando al río Arlanza, en la carretera que conduce a Hortigüela, pasando por el derrumbado monasterio de San Pedro de Arlanza (perteneciente al municipio de Hortigüela). Como topónimo, no estaría mal valorar rubias como posible significado como ‘vado’ o ‘río’, del prerromano ibi. Cerca del mismo tenemos el río Ura (‘agua’ en vascuence).
En el siglo XIII, el nombre se convierte en apellido toponímico de una de las familias más linajudas del lugar.
Sus habitantes son conocidos como racheles y rachelas, gentilicio que proviene del nombre hebreo de Raquel, la mujer de Jacob, que significa ‘oveja’. En castellano antiguo este nombre era escrito con “ch”: Rachel.

## Geografía
La villa de Covarrubias, llamada también “Cuna de Castilla”, está situada a 40 kilómetros al sudeste de Burgos, integrada en el Triángulo del Arlanza, junto a la orilla del río de mismo nombre. Localidad situada en la Ruta de la Lana y en el Camino del Cid, ruta del destierro de El Cid. Por Covarrubias pasa un Camino de Santiago.

### Núcleos de población
La villa rachela es la capital del municipio, que cuenta además con la pedanía de Ura, situada 10 km al sur.

## Medio ambiente
El 48% de su término (1088,21 hectáreas) queda afectado por la ZEPA Sabinares del Arlanza, donde destacan las siguientes especies: buitre leonado (Gyps fulvus) y alimoche (Neophron percnopterus).
Asimismo, la localidad tiene un especial microclima, al encontrarse en el valle del Arlanza y estar protegido de los vientos del norte por la sierra de las Mamblas. Por ello tiene temperaturas más altas alrededor y permite el cultivo de los cerezos.

## Historia
Numerosas culturas —paleolítica, celtíbera, romana...— se han asentado en el fértil valle en el que se encuentra Covarrubias, y de todas se han encontrado vestigios. Pero los primeros pobladores conocidos de Covarrubias fueron los turmódigos, tribu ibérica prerromana extendida por gran parte de la provincia de Burgos. Pero el origen de esta villa es medieval, fue fundada por el rey visigodo Chindasvinto en el siglo VII sobre los restos de un castro romano, aunque las murallas que construyó fueron destruidas hacia el año 737.

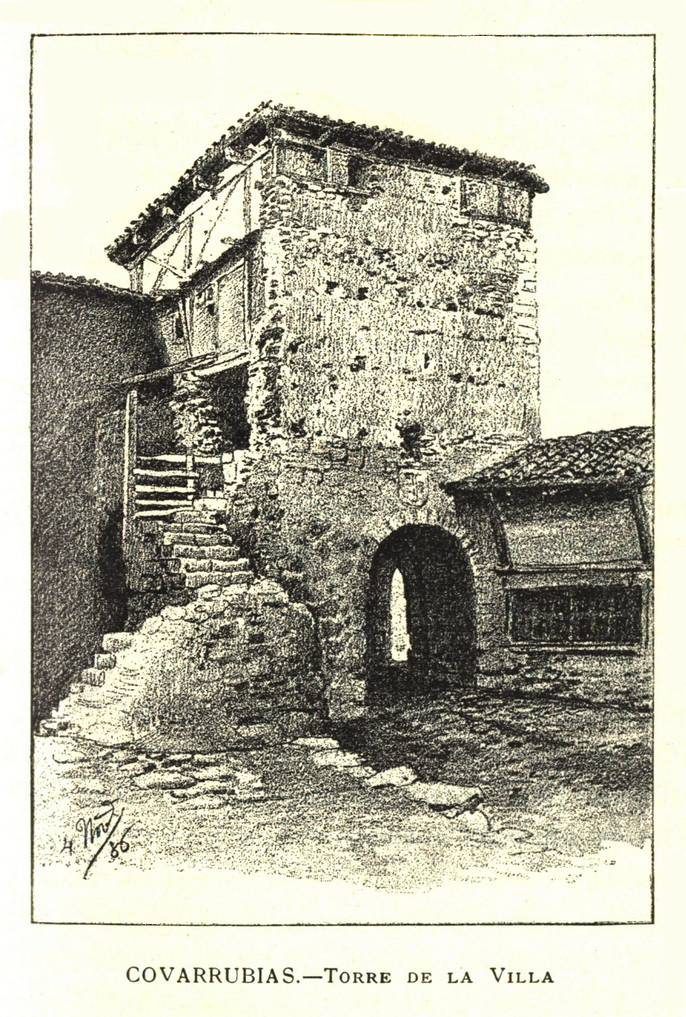
Torre de la Villa de Covarrubias (1887)

Tras el paso de los visigodos, la primitiva villa recibió a los árabes. Y con los últimos días de éstos, aparece la figura del primer conde independiente de Castilla, Fernán González, quien unificó Castilla. Al conde le gustaba descansar en esta villa, en el palacio que tenía su madre Muniadona.
A García Fernández, su hijo, se debe el engrandecimiento de Covarrubias. Dos años después de la muerte de Fernán, compra la villa de Covarrubias a los monjes de Valeránica, y funda el Infantado de Covarrubias el 24 de noviembre de 978, con lo que la villa se convierte en capital de un extenso territorio independiente, con jurisdicción propia en lo eclesiástico, como en lo civil y penal, gozando a su vez de exenciones tributarias privilegiadas. En un principio, sería disfrutado por su hija Urraca, la única con poder pleno sobre todo lo ubicado en tal demarcación: anulando la autoridad del conde soberano de Castilla o del mismo rey.
Como los dominios del Infantado se dispersaban por un área muy amplia (gran parte de las provincias actuales de Burgos, Santander, Álava, Logroño y Palencia), sus habitantes podían circular por toda Castilla con entera libertad. En sus comienzos, el infantado de Covarrubias comprendería setenta villas e iglesias, veinte monasterios, infinidad de caseríos, quintas, montes, prados, pozos de sal, etc.
El infantado atravesó una grave crisis a la muerte de Sancha, infanta de Covarrubias, y del rey de Castilla Sancho III. La vacante quedó vacía y Alfonso VIII confió al arzobispo de Toledo la célebre institución. Pero Fernando III el Santo —nieto de Alfonso VIII— consumó la restauración a instancias de su madre Berenguela. Este soberano reunió los miembros separados, devolvió su autonomía primitiva y no habiendo en Castilla infanta, instauró en su gobierno al infante Felipe de Castilla.
Pero la aparición de la princesa Cristina de Noruega, hija del rey Haakon IV de Noruega, acabó con la vida religiosa de Felipe. Kristina, se supone había venido para casarse con el rey Alfonso X el Sabio —que no tenía descendencia con su esposa Violante, y ardía en deseos de repudiarla y tener un heredero—, pero a su llegada, la reina Violante iba a ser madre. ¿Qué hacer con la infanta noruega y con el pacto con el rey Haakon? Rápida y astutamente le dieron a elegir entre los hermanos del rey Alfonso, eligiendo ella —guiada por el propio rey— al infante Felipe, con quien se casa el día 31 de marzo de 1258 en Valladolid. Pero la dulce princesa nórdica, muere de melancolía en Sevilla, tras cuatro años de matrimonio, encerrada en su palacio, añorando los fiordos noruegos, y su vida en Tönsberg. Fue enterrada en la colegiata de Covarrubias, en un sepulcro gótico de piedra labrada con una arquería de diez vanos y un friso superior de roleos.yo

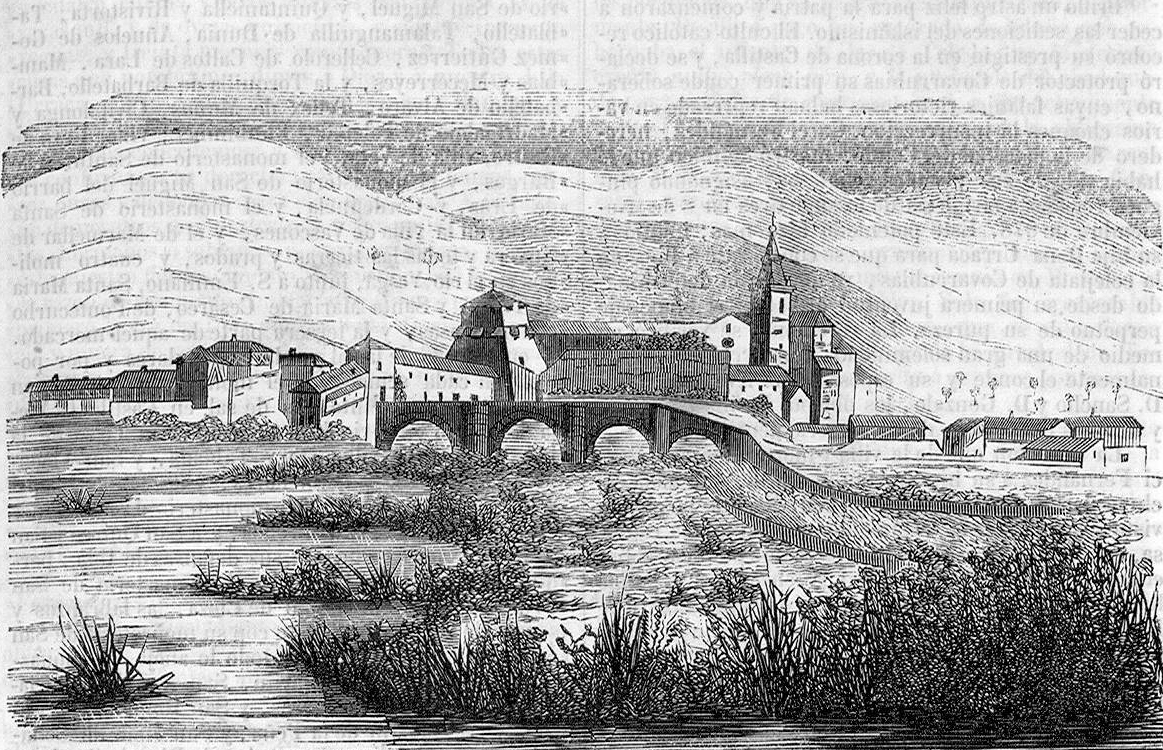
«España pintoresca. Covarrubias» (Semanario Pintoresco Español, 1847)

A partir de 1759, y con la desaparición de la abadía, los privilegios quedaron anulados, y si alguno de carácter civil logró subsistir, solamente alcanzó al reinado de Isabel II, durante el que fueron abolidos todos definitivamente. Mil y una anécdotas podrían contarse acerca de la historia de la villa rachela, y la importancia histórica que Covarrubias ha tenido en la fundación de Castilla, y en la vida de sus reyes, pero sin duda, una de las actividades más atractivas de la villa es pasearla, perdiéndose entre sus calles tortuosas, y así saborear la historia, arte y leyenda que se esconden detrás de cada rincón.
Durante la primera guerra carlista, la Expedición Real hizo alto en Covarrubias. Uno de los militares carlistas, Félix Lichnowsky, dice en sus memorias: «Covarrubias es uno de los pueblos más importantes de los Pinares; tiene dos plazas irregulares y una docena de calles tortuosas. En la sacristía del convento vi un hermoso cuadro alemán en el que era visible la firma de Alberto Durero: El Salvador entre los sayones».

## Demografía

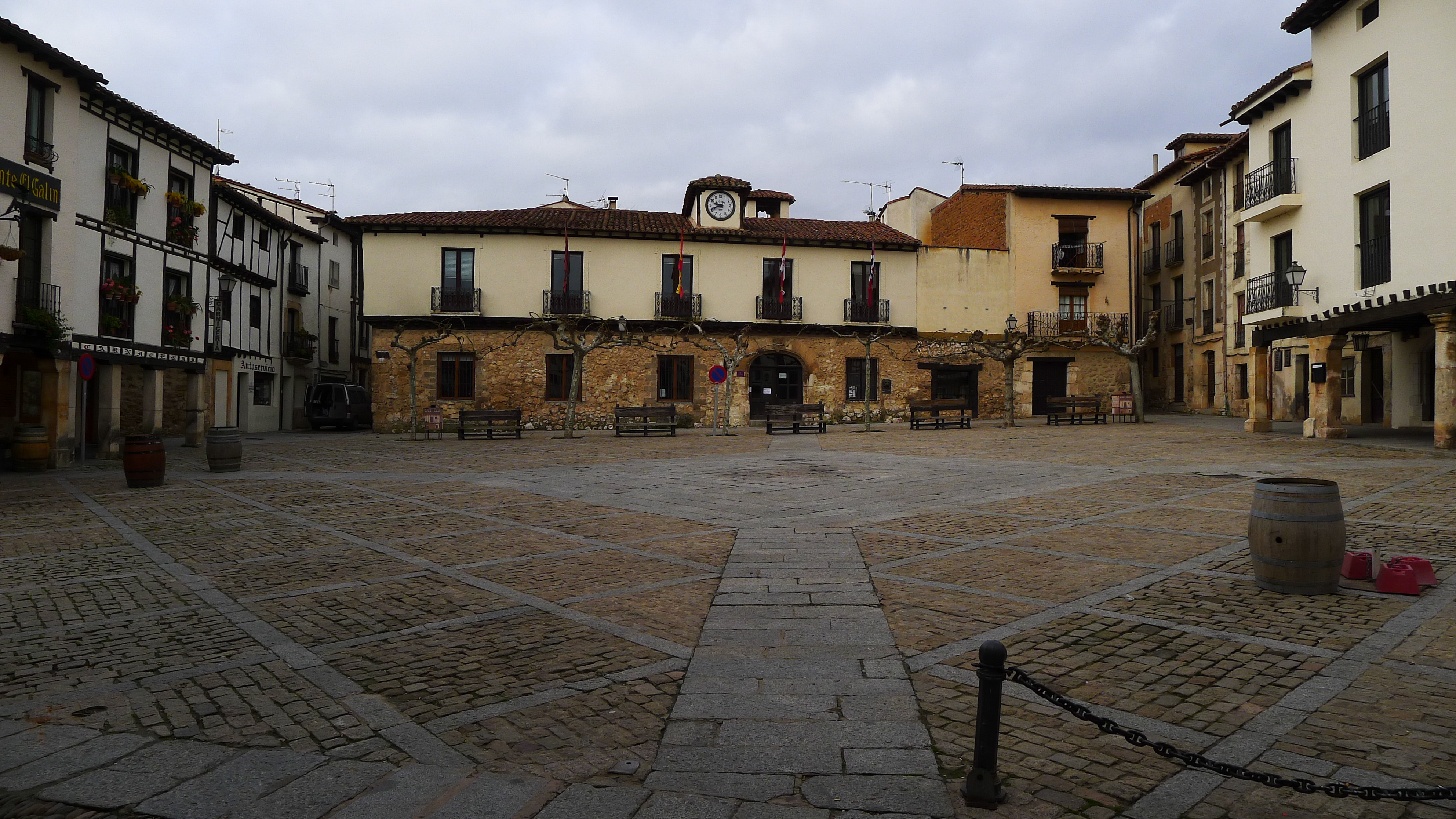
Casa consistorial

Covarrubias cuenta con una población de 505 habitantes (INE 2024).
| Gráfica de evolución demográfica de Covarrubias entre 1842 y 2021                                                     |
| |
| Población de derecho según los censos de población del INE. Población de hecho según los censos de población del INE. |

## Economía
La orografía de la localidad permite que se cultiven zonas importantes de cerezos, nogales y vid. Lo que le da una singularidad en el paisaje respecto a localidades de su entorno.
La localidad está englobada dentro de la D.O. Arlanza desde abril del año 2007.

## Patrimonio

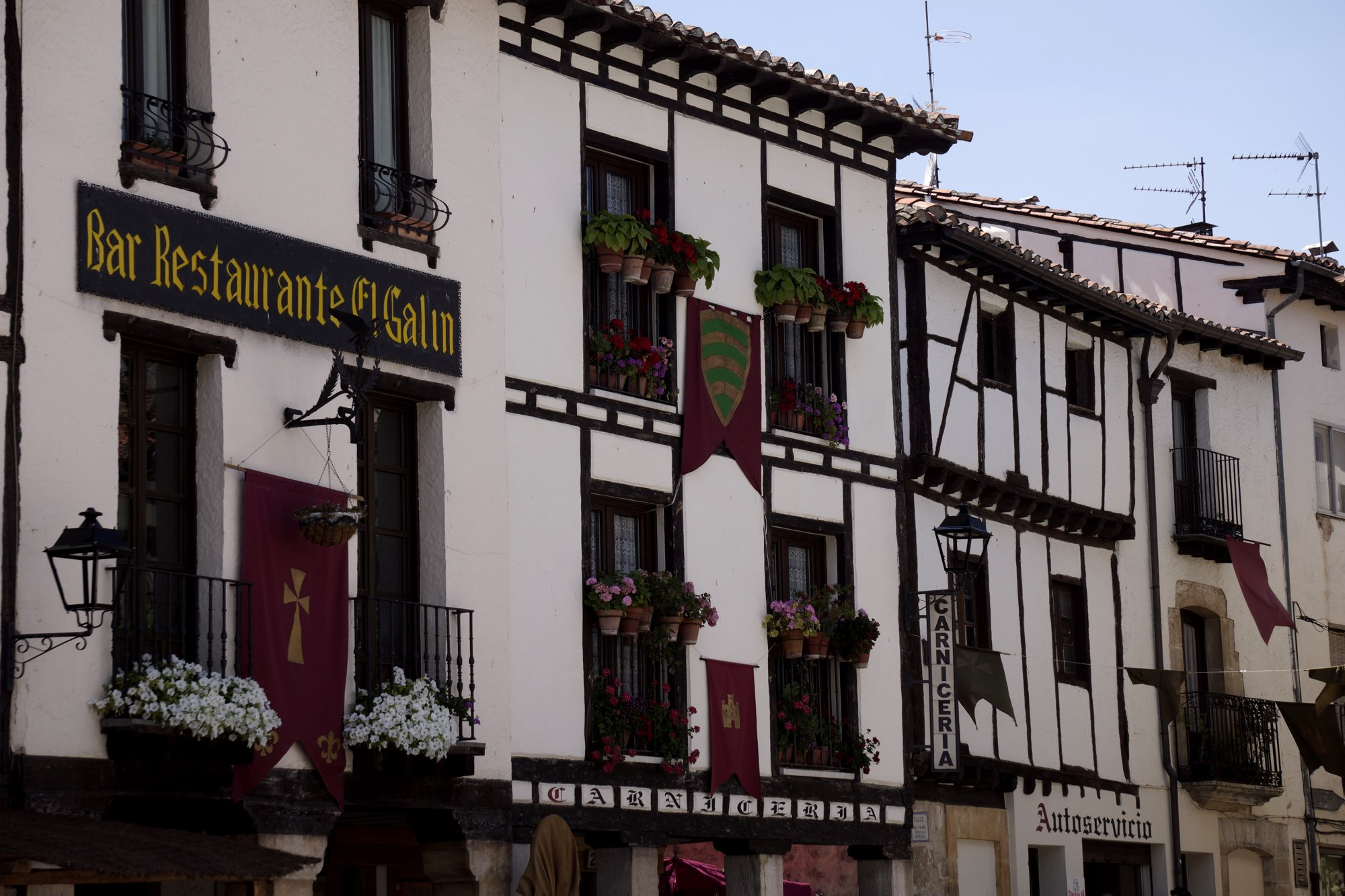
Arquitectura vernácula

Toda la Villa de Covarrubias fue declarada Bien de Interés Cultural en la categoría de Conjunto Histórico el 28 de octubre de 1965.

### Torreón de Fernán González

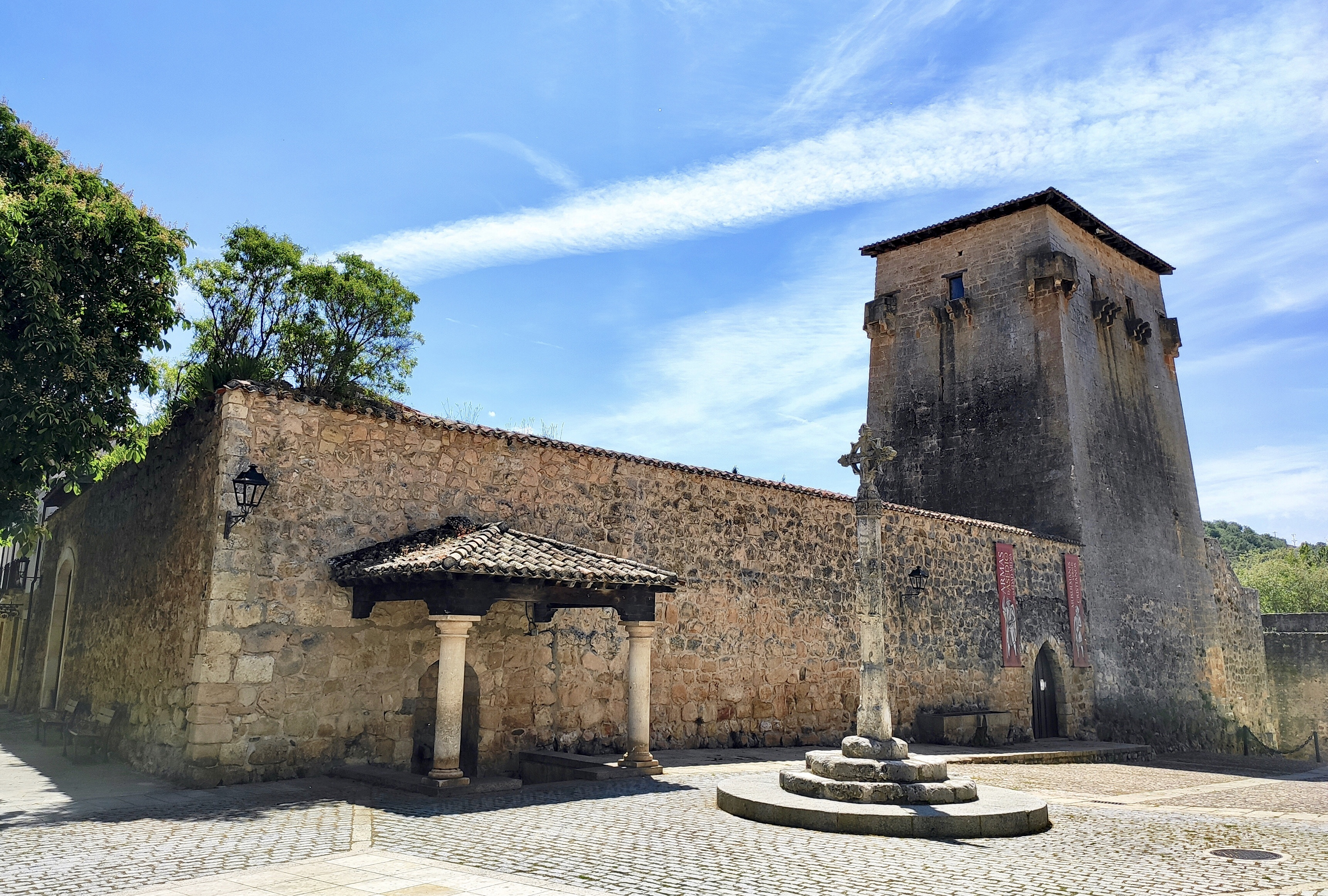
Torreón de Fernán González

Destaca la torre de «La Emparedada». Torre defensiva del siglo X, considerada como obra mozárabe, que enlazaría con la muralla que rodeaba la población. El recinto amurallado que rodea la torre albergó el Palacio del Abad de Covarrubias, que hoy es una propiedad privada. Su forma es piramidal truncada y su planta rectangular. Sus medidas son: 10 × 14 m de lado el rectángulo de la base y 7,5 × 11 m en su parte superior. La sensación de solidez que nos transmite no es sólo apariencia ya que se sustenta sobre muros de hasta cuatro metros de grosor en su base.
Por sus pequeñas saeteras los arqueros hacían blanco sobre el enemigo, mientras que desde los matacanes se arrojaba agua o aceite hirviendo. Si recorremos toda su altura, nos encontramos con una cubierta de teja roja, que no corresponde a su estructura original de almenas.
Se accede a la torre por medio de una escalera móvil, a través de una puerta a media altura, que forma un arco de herradura de dovelas desiguales. De este modo, en caso de ataque la escalera se retiraba y la fortaleza era inexpugnable. La torre presenta cuatro plantas y a cada una de ellas se accede desde la planta superior. A la inferior, se entra desde la primera planta a través de una trampilla de madera. Por lo que quizá fuera utilizada como prisión o como almacén. Cuenta la leyenda que la infanta Urraca fue emparedada aquí por su propio padre Fernán González, como castigo por sus amoríos con un pastor.

### Excolegiata de San Cosme y San Damián de Covarrubias

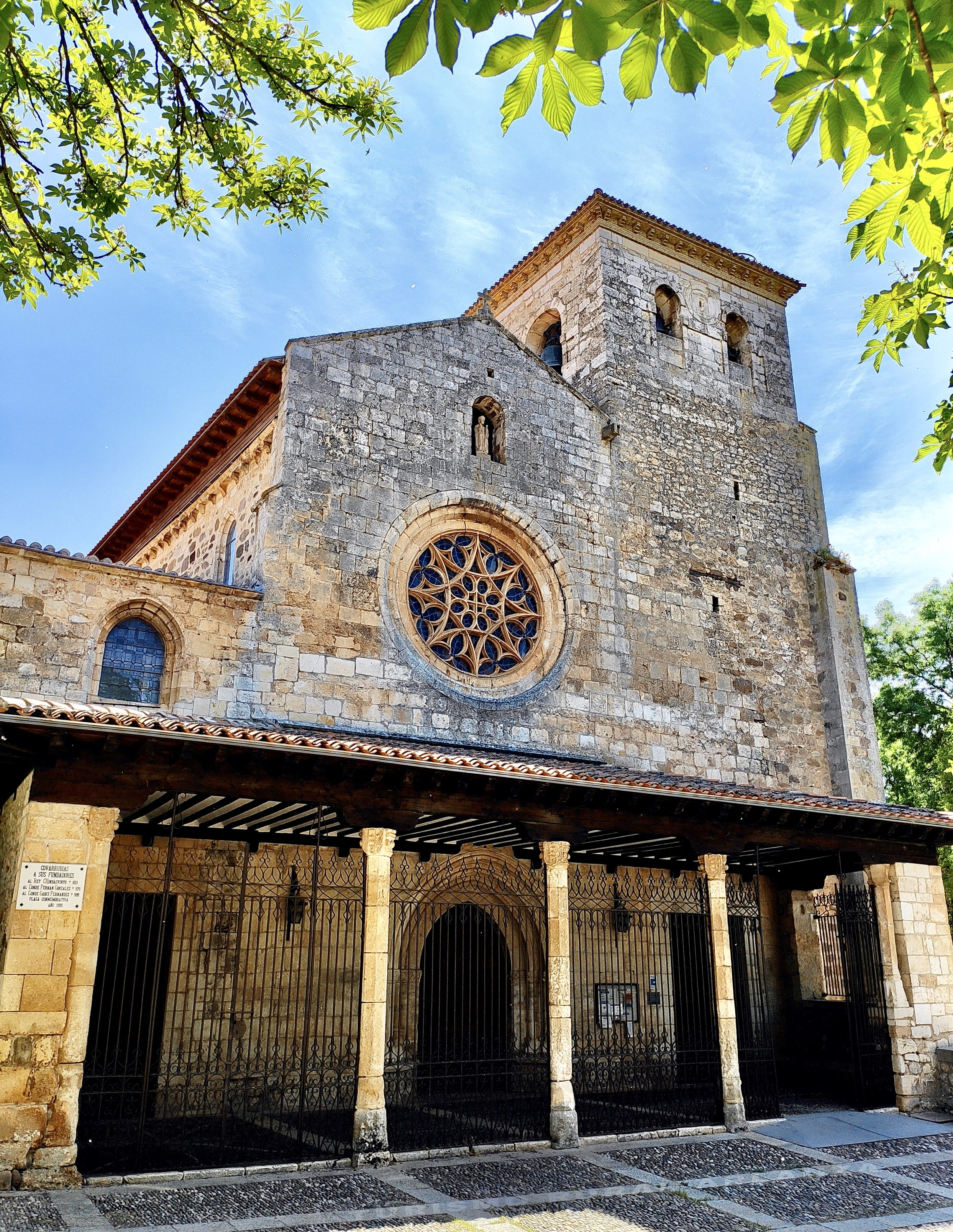
Colegiata de San Cosme y San Damián

La colegiata es del siglo XV; posee tres naves y cuatro capillas, un bello claustro del siglo XVI, un órgano del siglo XVII —el más antiguo de Castilla que sigue sonando—, magníficos altares barrocos del siglo XVIII y un museo parroquial. El museo acoge capiteles románicos y el extraordinario tríptico de la Adoración de los Reyes Magos, del siglo XV, atribuido a un discípulo de Gil de Siloé.

### Muralla
Hasta la segunda mitad del siglo XVI Covarrubias estuvo totalmente amurallada. Fue entonces cuando, a fin de combatir una peste que asolaba la Villa, el divino Valles, médico personal de Felipe II, y oriundo de Covarrubias, ordenó derribar las murallas para que el viento sanease las calles. La muralla debió tener tres puertas, la correspondiente a la entrada por el puente perduró hasta 1888, y está representada en el escudo de la villa. De todas formas, aún conserva Covarrubias buena muestra de aquellas tremendas murallas, tanto en el lado del río (el paseo de la Solana), como en el interior del pueblo, junto a la iglesia de Santo Tomás.

### Iglesia parroquial de Santo Tomás

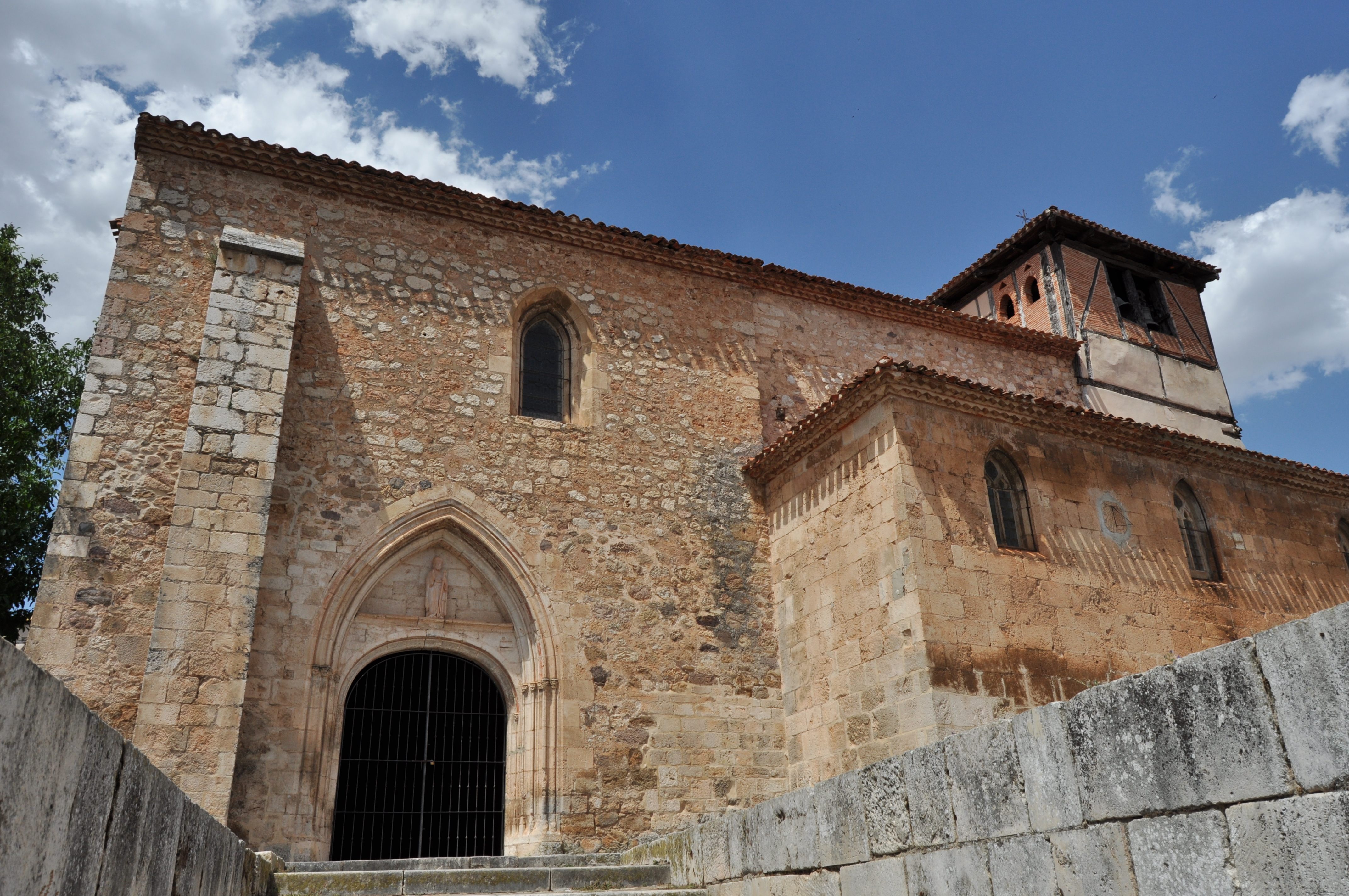
Iglesia de Santo Tomás

Esta iglesia fue construida en el siglo XII, pero de la original no queda apenas nada. La que hoy podemos observar es del siglo XV, aunque conserva algún resto de la original en la nave derecha. En el templo de Santo Tomás se conserva el órgano que, aunque menos antiguo que el de la Colegiata, ya que este data del siglo XVIII, sigue sonando increíblemente, sobre todo los clarines que son dignos de oír. El edificio tiene muchos componentes interesantes como son su colección de retablos, la vidriera renacentista que representa la natividad, la hermosa pila bautismal, que es la original y por lo tanto románica, y por supuesto la escalera plateresca, «joya» de la iglesia. Los retablos originales fueron sustituidos en época barroca. El principal, neoclásico del siglo XVIII, muestra la Asunción de la Virgen. Otro retablo interesante es el dedicado a San José, que enmarca tres tablas hispanoflamencas del siglo XV.

### Ermita de San Olav

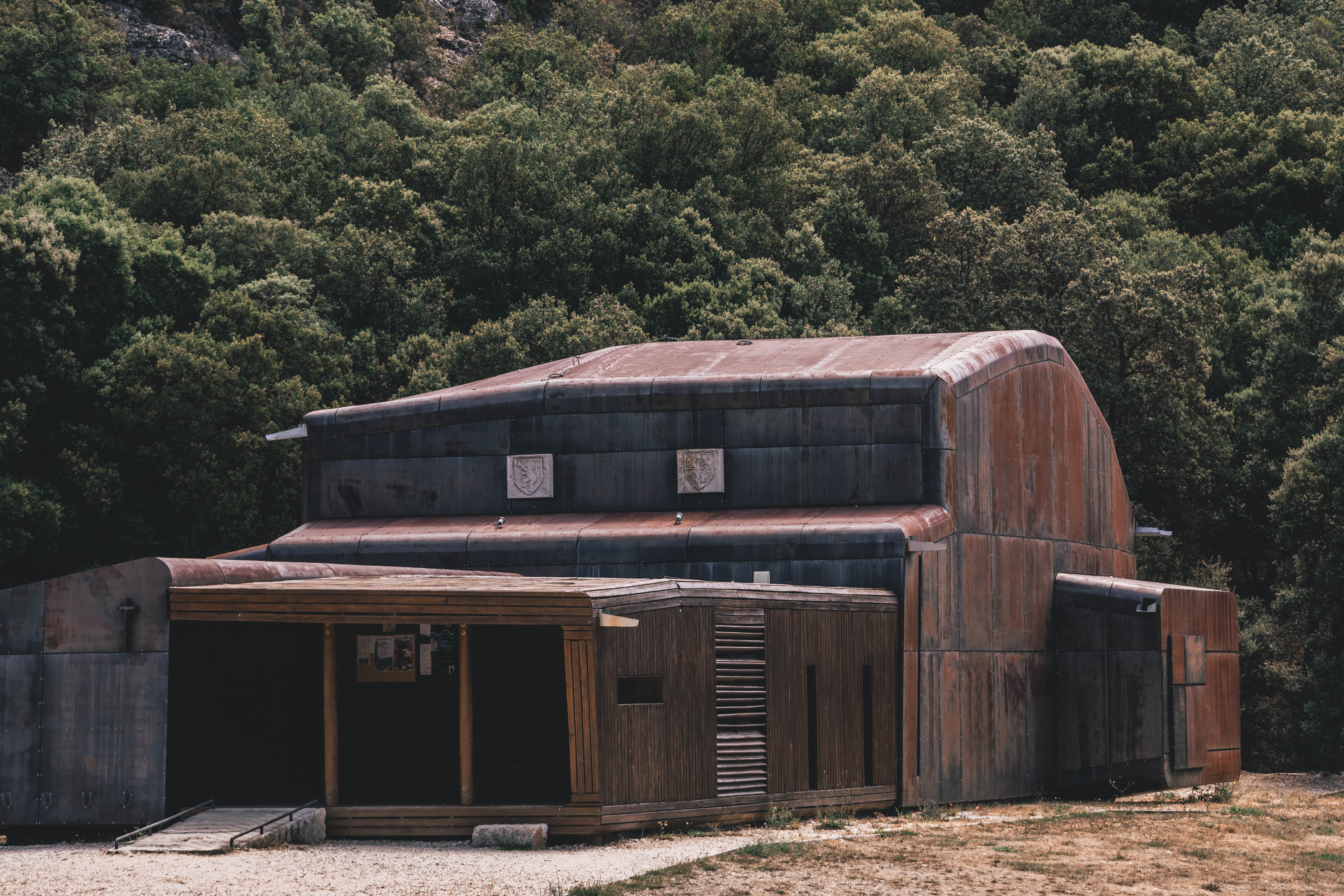
Entrada principal a la ermita de San Olav

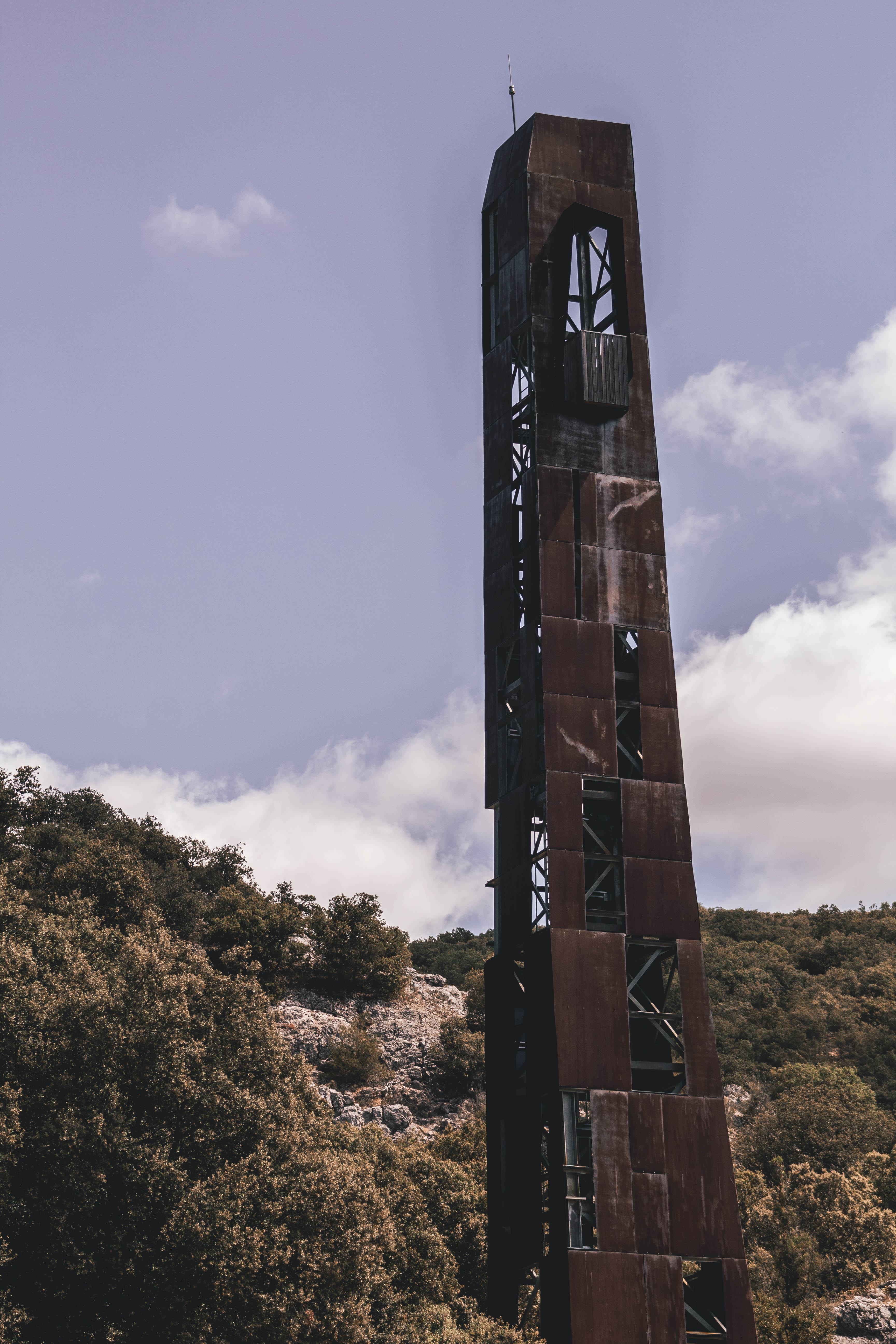
Torre de la ermita de San Olav

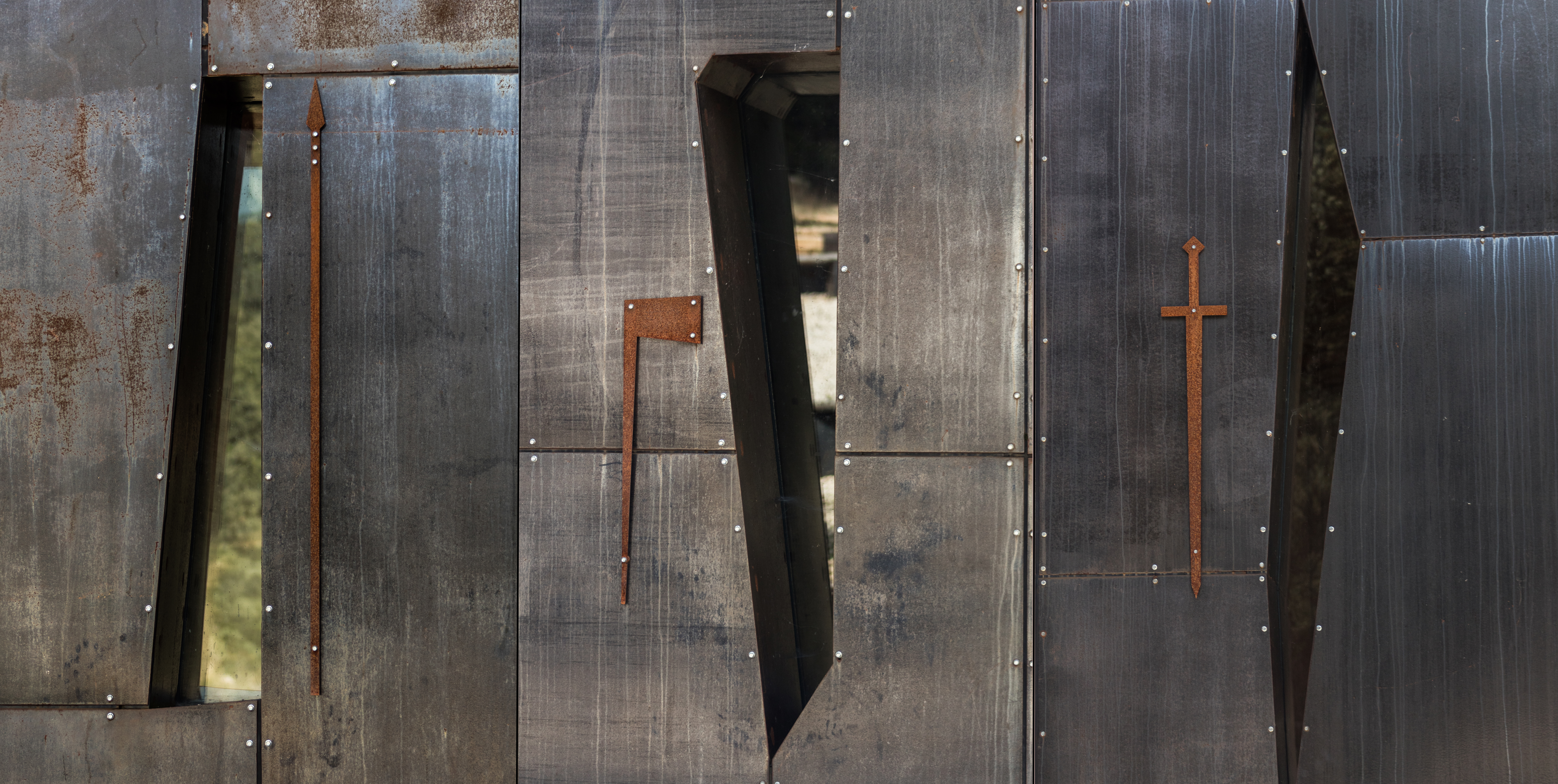
Marcas en la fachada de las diferentes armas

Es una capilla moderna del siglo XXI, construida por Pablo López Aguado y Jorge González Gallegos que mezcla madera y negra chapa de acero, formas redondeadas y una angulosa torre.
Se sitúa en el Valle de los Lobos, a 3 kilómetros del casco histórico de Covarrubias.
Destaca por su particular forma, ya que en las paredes tiene marcas de diferentes armas y vista desde arriba es un casco vikingo. En su interior hay diferentes paneles que cuentan la historia de Olav el vikingo y de la princesa Kristina. En el exterior encontramos unas gradas, ya que se pueden realizar pequeñas exposiciones o conciertos.
También podemos encontrar una maqueta de un drakkar vikingo, una mítica nave en la que los vikingos realizaban expediciones. Esta maqueta fue realizada por un vecino y donada para su exposición.

#### Historia
En 1258 la princesa Kristina de Noruega viajó desde Noruega a Castilla para contraer matrimonio con Felipe, infante de Castilla, hermano de Alfonso X el Sabio. La Saga del Rey Hákon Hákonsson cuenta que ella expresó, tras el compromiso de boda, el deseo de que se construyese una iglesia en honor a san Olav, patrón de Noruega. El infante Felipe prometió cumplir su deseo, pero esto nunca se materializó.
Olav Haraldsson (995-1030) era de ascendencia real. En 1015 dejó Inglaterra para reclamar su derecho al trono de Noruega. Era inteligente, sincero en sus acciones, con dotes artísticos (escribía poesía) y hábil como estratega. Fue el primer rey que logró unificar toda Noruega, estableciendo una infraestructura administrativa capaz de mantener al país unido. Construyó iglesias y ordenó sacerdotes según un plan nacional. Introdujo un sistema legal común para el estado y la iglesia. Los ideales de una sociedad basada en las familias y los clanes empezaron poco a poco a ceder terreno a la creencia en los valores intrínsecos del individuo, el perdón y el deber de proteger a los débiles. No tuvo tanto éxito forjando alianzas con los nobles, quienes vieron en el creciente poder centralizado del rey una amenaza. Entre los campesinos surgió un descontento por su insistencia al reinar. El rey danés, el Gran Canuto, tramaba un plan para conquistar Noruega. Con este objetivo colmó de regalos a los nobles noruegos, y el poder de Olav empezó a desmoronarse y tuvo que huir.
En 1030 Olav volvió a Noruega para reclamar su trono. La batalla decisiva tuvo lugar en Stiklestad en Nord-Trøndelag el 29 de julio. Olav se enfrentó a un ejército mucho más numeroso y preparado que el suyo y terminó cayendo en la batalla. Su cuerpo fue trasladado en secreto y enterrado en un lugar cercano a donde hoy se encuentra la catedral de Nidaros. Un año después de su muerte el obispo le declaró santo. Ahora es el santo patrón de Noruega. El relicario de Olav en la catedral de Nidaros (Trondheim) fue el lugar de peregrinación más importante en los países nórdicos durante la Edad Media. Olav en su juventud participó en varias incursiones por Europa y estuvo en España en 1016 asolando las costas asturianas y gallegas. El viaje de la princesa Kristina desde Noruega a España tuvo lugar en el año 1257-58. La principal fuente de conocimiento sobre este viaje es la Saga de Hákon Hákonsson, redactado por el islandés Sturla Tordsson en 1265. Esta Saga se considera el más fiel a los hechos de todas las sagas reales noruegas. El viaje de Kristina comienza en Tonsberg. Desde esta ciudad parte con un séquito de más de 100 personas. Viajó en un barco hasta Yarmouth en Inglaterra. Es probable que visitara la corte, ya que su padre Hákon era gran amigo del rey Enrique III de Inglaterra. Desde allí continuó hasta Normandía en Francia, donde cambió los barcos por caballos. Continúa su viaje hasta París, donde es recibida por el rey Luis IX. Quien les aconsejó que viajaran por su reino, ofreciéndoles ayuda en todo lo que pudieran necesitar. En Gerona es recibida por el conde de la ciudad acompañado por el obispo y 300 hombres. Al llegar a Barcelona es recibida por el rey de Aragón (Jaime I), quién se enamoró de ella y le pidió su mano a Alfonso X, la propuesta fue desestimada puesto que la consideraban demasiado mayor para ella. El viaje continuó hacia Soria y Burgos, llegó en Navidad así que la celebró en el Monasterio de las Huelgas con la hermana del rey Alfonso X. Siguió su camino hacia Palencia donde fue presentada al rey Alfonso X de Castilla. Su viaje terminó en Valladolid con la boda entre Kristina, princesa de Noruega, y Felipe, infante de Castilla.

### Puerta del Archivo del Adelantamiento de Castilla

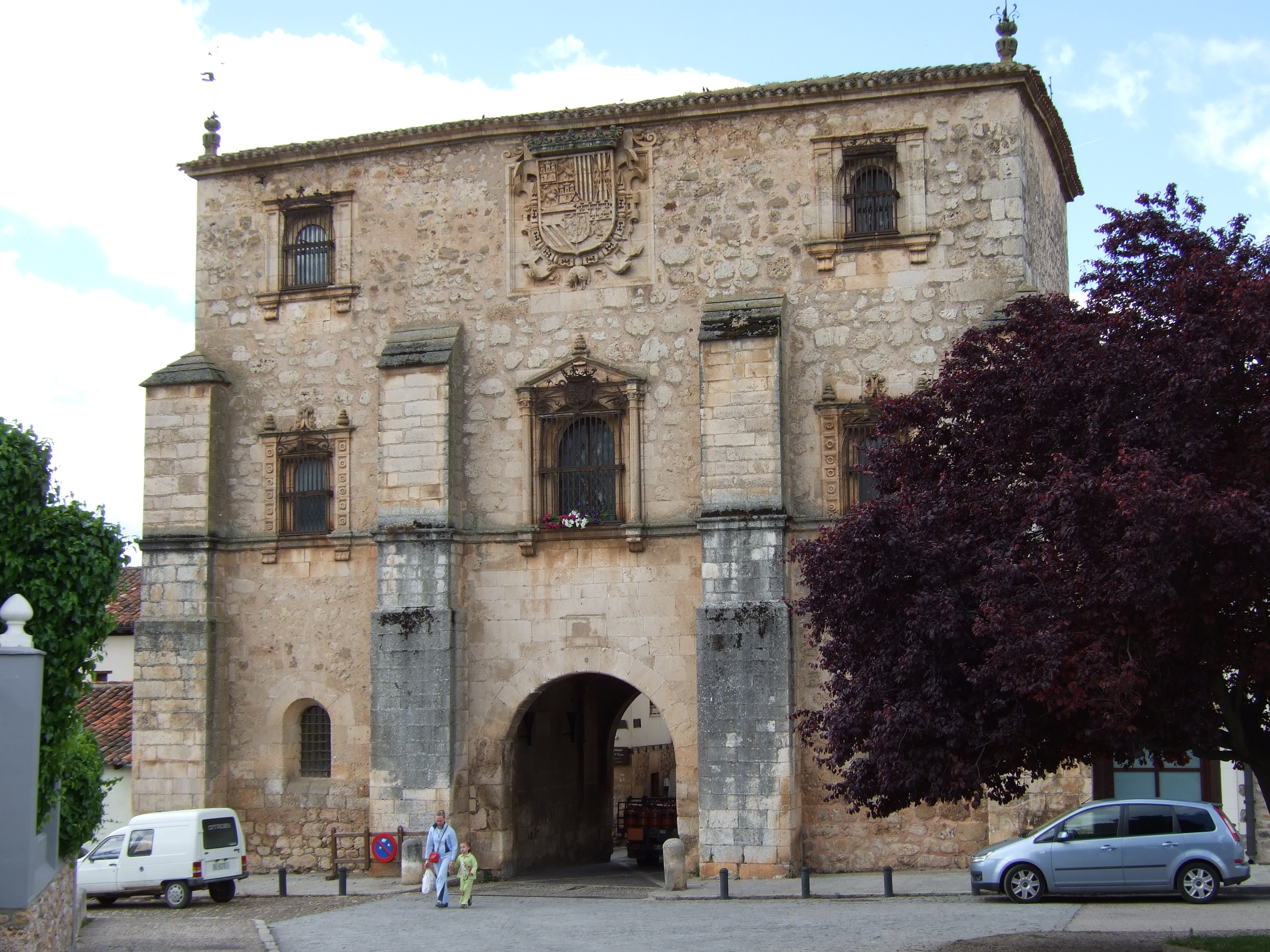
Puerta y fachada del Archivo del Adelantamiento de Castilla en Covarrubias

Construido en la segunda mitad del siglo XVI por mandato de Felipe II, es de estilo herreriano con decoración renacentista, consiste en un gigantesco prisma pétreo con base rectangular, sostenido con ocho contrafuertes. Asemeja a un hórreo gallego de grandes dimensiones, pero en el que se ha excluido, por completo, la madera, con el fin de evitar posibles incendios. Este edificio fue un centro de documentación de todas las escrituras que emanaban del Adelantamiento de Castilla, cuyo tribunal y sede estaba en Burgos, pero en el siglo XVIII perdió su función, ya que todo lo que en él había fue trasladado al actual Archivo General de Simancas. La entrada de este archivo es conocida como Puerta Real, por ser la entrada principal a la Villa. Encima de ella, se puede ver el escudo de Felipe II, en el que destaca, por su gracia y rareza, el toisón de oro y se le considera el más perfecto y completo que conservamos del mismo; en él están representados todos sus estados. Las rejas de hierro de las ventanas y contraventanas son todavía las originales. Fue utilizado como Ayuntamiento, y hoy en día acoge la oficina de información y turismo, la biblioteca municipal y una sala de exposiciones.

### Rollo jurisdiccional
En el barrio del Arrabal podemos ver el Rollo jurisdiccional. Data del siglo XVI. Los rollos de justicia o jurisdiccionales son una muestra de que la localidad tenía jurisdicción propia, siendo el lugar público donde se ejercía la justicia.

### Casa de Doña Sancha

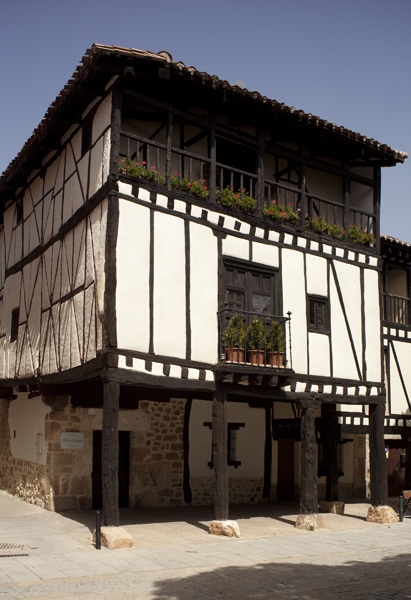
Casa de Doña Sancha, esposa de Fernán González

Es el máximo exponente de la arquitectura tradicional de la villa. Data del siglo XV. Su fachada es de adobe y el clásico entramado de madera. El amplio soportal y su balconada son increíbles aprovechamientos climáticos, el uno para protegerse del sol y el otro para disfrutar de él.

### Cruceros
En la villa encontramos dos bellos cruceros del siglo XVI: uno situado frente al Torreón de Fernán González, y el otro, frente al Archivo del Adelantamiento de Castilla.

### Casa del Obispo Peña
Pedro Peña, natural de Covarrubias, fue arzobispo en Latinoamérica. Su casa conserva el escudo de este personaje del siglo XVI. Unos singulares canes tallados en madera recorren buena parte de la fachada.

### Palacio de Fernán González
El palacio de Fernán González, hoy acoge el Ayuntamiento de la villa, y tiene una sala de exposiciones habilitada en la bodega; dice la tradición que fue habitado por el conde. De esa época solo queda un arco románico del siglo XII.

### Princesa Cristina

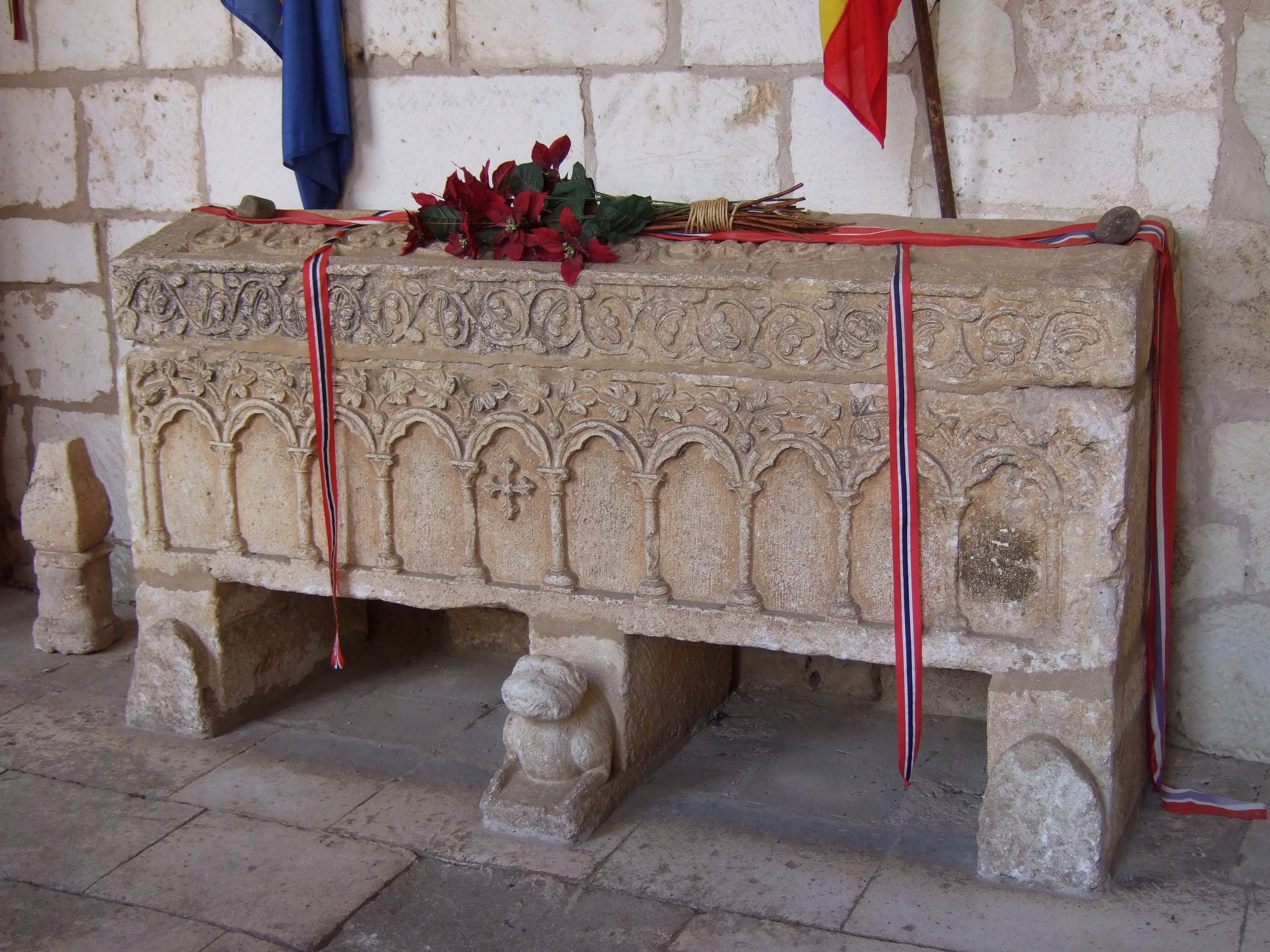
Tumba de la princesa Cristina de Noruega en el claustro de la Colegiata de San Cosme.

También hay una estatua de la princesa Cristina, en bronce, con ocasión del homenaje que se le dispensó en abril de 1978. El 18 de septiembre de 2011, ubicada a unos tres kilómetros de Covarrubias, tuvo lugar la inauguración de la capilla de San Olaf, patrón de Noruega, realizada en acero laminado y madera y promovida por la Fundación Princesa Kristina de Noruega, constituida en 1992, y la Junta de Castilla y León, según diseño del arquitecto leonés Pablo López Aguado.

### Puente de San Pablo

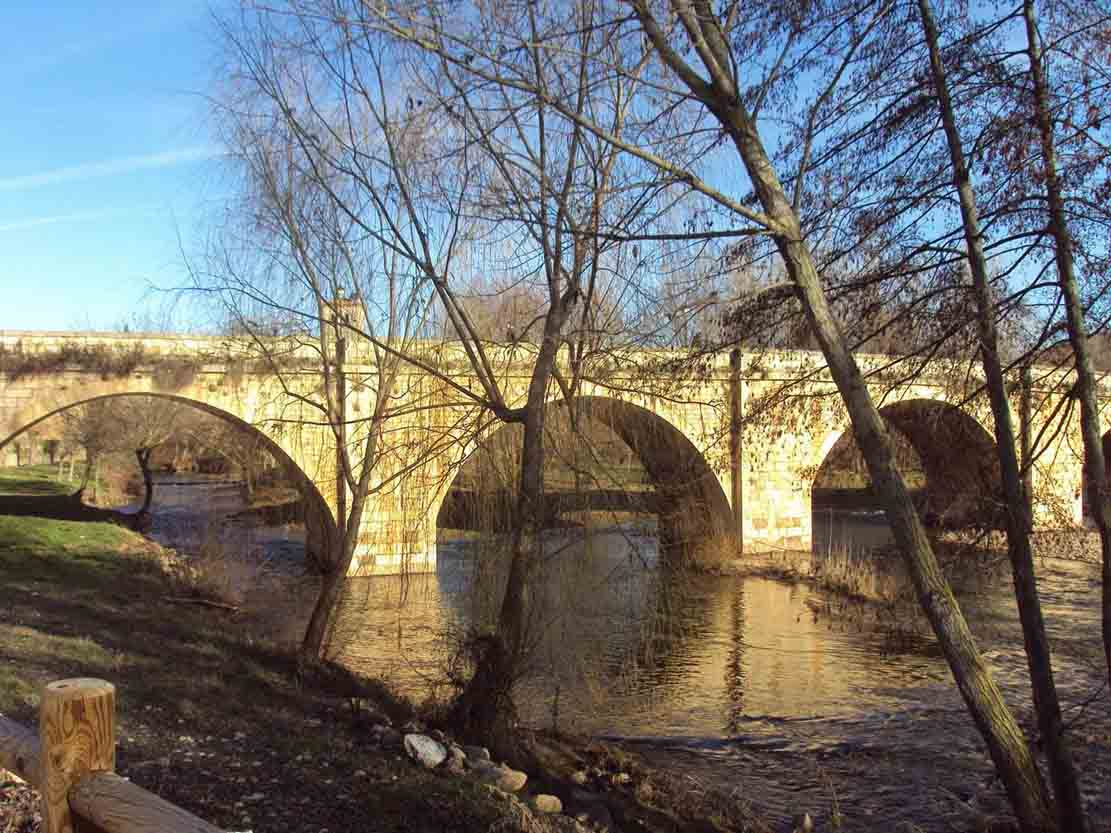
Puente de San Pablo

Otra infraestructura que puede ser considerada monumento es el puente de San Pablo, que cruza el río Arlanza. 

## Eventos culturales
- Encuentro medieval y Fiesta de la cereza. A mediados de julio, Covarrubias regresa durante unos días al Medievo. Las calles y todos sus habitantes se engalanan para acoger el mercado medieval al que acuden artesanos de todo el país y donde se venden las famosas cerezas de la villa. Se celebra un fin de semana el Mercado Medieval, que consigue reunir a más de 15 000 personas cada año.[11]

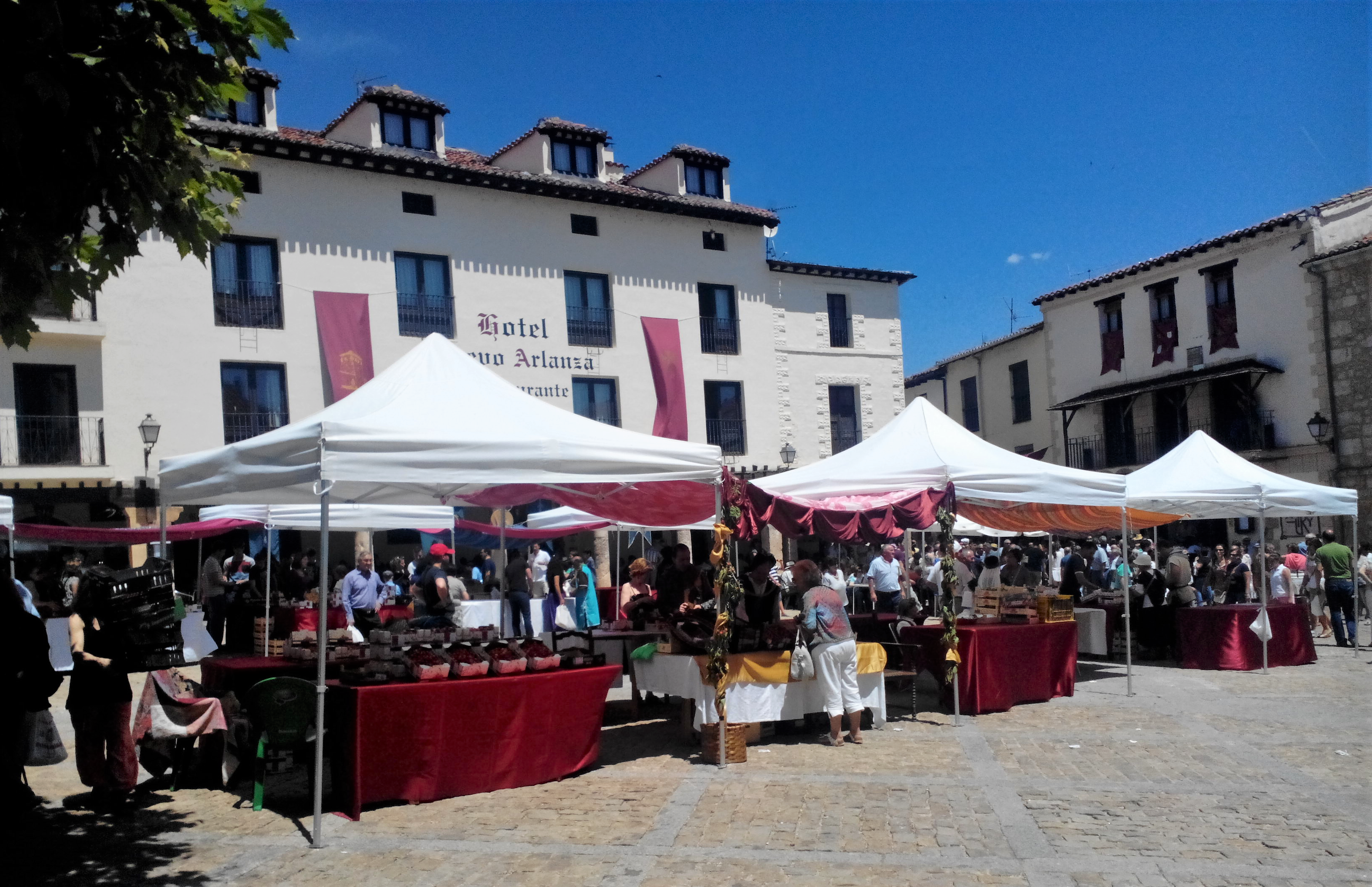
Puestos de cerezas en la plaza Mayor.
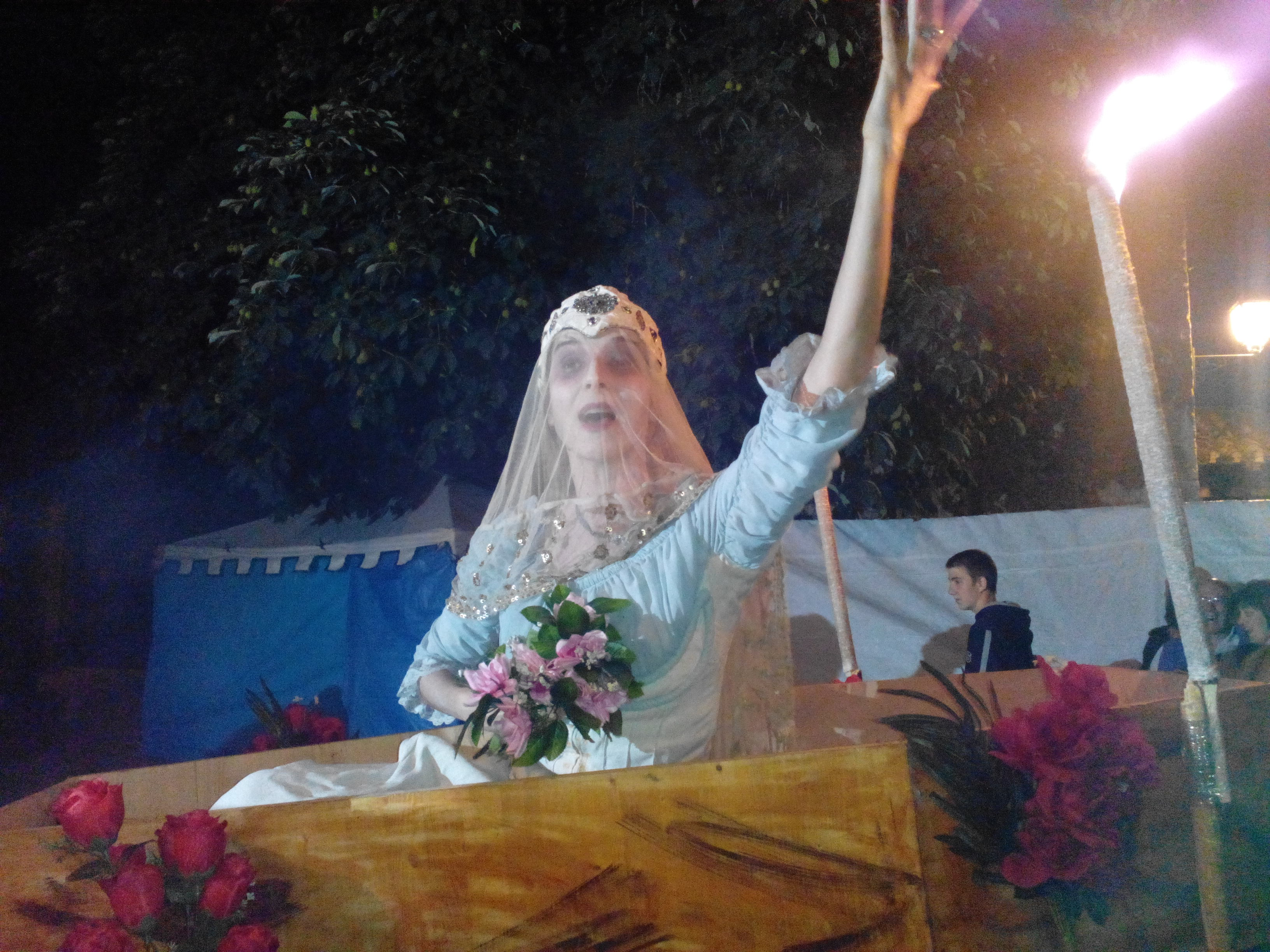
Fuegos fatuos y el entierro de la princesa.
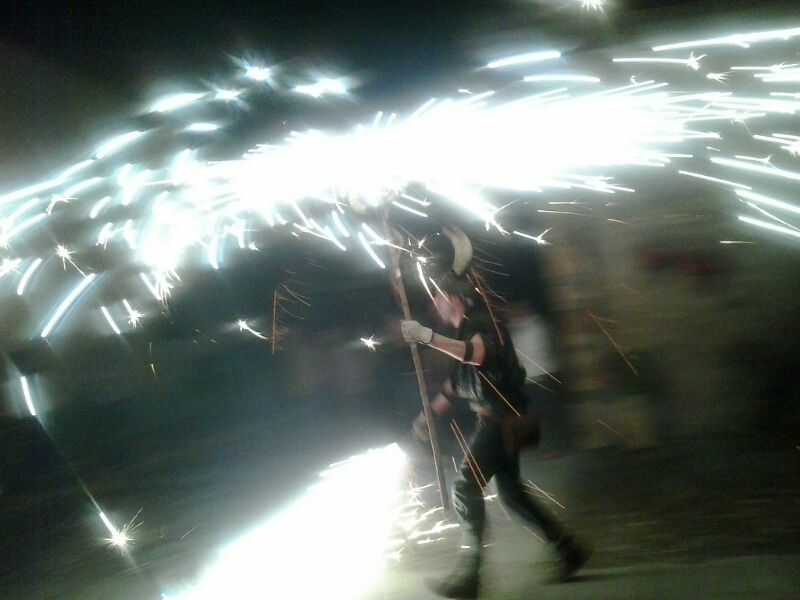
Pasacalles pirotécnico.

## Ciudades hermanadas
- Tønsberg (Noruega)
- Alfaz del Pi (España) (17 de mayo de 2017)